# Мали на Светском првенству у атлетици у дворани 2018.
Мали је учествовао на 17. Светском првенству у атлетици у дворани 2018. одржаном у Бирмингему од 1. до 4. марта десети пут. Репрезентацију Малија представљала је једна такмичарка која се такмичила у трци на 400 метара.,
На овом првенству Мали није освојио ниједну медаљу али је њихова такмичарка остварила најбољи резултат сезоне.

## Учесници
Жене:
- Џенебу Данте — 400 м

## Резултати

### Жене
| Атлетичарка  | Дисциплина | Лични рекорд | Квалификације | Квалификације | Полуфинале            | Полуфинале            | Финале                | Финале       | Детаљи |
| Атлетичарка  | Дисциплина | Лични рекорд | Резултат      | Место         | Резултат              | Место                 | Резултат              | Место        | Детаљи |
| ------------ | ---------- | ------------ | ------------- | ------------- | --------------------- | --------------------- | --------------------- | ------------ | ------ |
| Џенебу Данте | 400 м      | 55,76 НР     | 57,85 ЛРС     | 4. у гр. 6    | Није се квалификовала | Није се квалификовала | Није се квалификовала | 31 / 31 (34) |        |